# حمام بنجة علي (بغداد)
حمّام بنجة علي من حمامات بغداد العامة القديمة في الجانب الشرقي من بغداد في محلة باب الآغا، وقد ورد ذكره في وقفية مؤرخة في 28 محرم 1098ه‍/1686م. و كان حماماً شهيراً لدى أهالي المنطقة، يقع في شارع الرشيد مقابل سوق الصفافير على رأس الطريق المؤدي إلى زقاق بيع الألبسة المستعملة ، ويكاد يكون حكراً على عمال سوق الصفافير وتجار الرواق ومن جاورهم ولا يدخل إليه النساء .
وتسمية الحمام باسم (بنجة علي) جاءت نسبة لوجود إيواناً كان قائماً بالقرب من جامع مرجان فيه صخرة عليها أثر يعتقد عوام البغداديين أنه كف الامام علي وإسمها يعني (الأصابع الخمس) ويعتقد أنه من بقايا المدرسة النظامية ، وقد أُزيل هذا الإيوان مع المنارة المقطوعة وتعرف بلهجة أهل بغداد باسم (المنارة المكطومة) التي أزيلت سنة (1359ه‍/1940م) وإنطمرت معها معالم حمام بنجة علي كذلك. 